# Sony Ericsson K310
A Sony Ericsson K310 a nagy sikerű K300 utódjaként mutatkozott be 2006 februárjában. Alsó kategóriás készülék, de szintén rendkívül sokoldalú. Elődjéhez képest megnövelt, 16 megabyte-os memóriája van, súlya 82 grammra csökkent. Kijelzője 65 ezer színű, de UBC, ami továbbra sem a legjobb képminőséget eredményezi. Csak infraportja van, a fényképezőgép pedig továbbra is a jól bevált VGA-minőségű, négyszeres digitális zoommal. 3GP videó felvételre is alkalmas. Beépített mp3-lejátszó is tartozék. 3D-s JAVA-programokat is kezel. Támogatja az RSS-t és a streaminget.
Egy másik változata, a Sony Ericsson K320 már rendelkezik Bluetooth-támogatással is.